# Cascina
Pour les articles homonymes, voir Cascina (homonymie).
Cascina est une ville et commune italienne située dans la province de Pise, en Toscane.

## Géographie
Cascina se trouve sur la rive gauche de l'Arno, dans une plaine alluvionnaire d'une altitude de seulement 6 mètres au-dessus de la mer.
Au hameau de Santo Stefano a Macerata se trouve Virgo, un détecteur d'ondes gravitationnelles développé originellement par la France et l'Italie.

## Histoire
En 1364, le forces de Florence ont vaincu celles de Pise près de la ville, sur les bords de l'Arno (Bataille de Cascina). Cet affrontement a été immortalisé 150 ans plus tard par un carton de Michel Ange aujourd'hui connu par des copies, La Bataille de Cascina.

## Culture
- Les Murailles de Cascina, les murs d'enceinte fortifiée autour du centre historique.

## Administration
| Période                                  | Période   | Identité            | Étiquette     | Qualité |
| ---------------------------------------- | --------- | ------------------- | ------------- | ------- |
| 2001                                     | 2011      | Moreno Franceschini | Centre gauche |         |
| 2011                                     | 2016      | Alessio Antonelli   | PD            |         |
| juin 2016                                | juin 2019 | Susanna Ceccardi    | LN            |         |
| juin 2019                                | En cours  | Dario Rollo         | LN            |         |
| Les données manquantes sont à compléter. |           |                     |               |         |

### Hameaux
Arnaccio, Casciavola, Laiano, Latignano, Marciana, Montione, Musigliano, Navacchio, Pettori, Ripoli, San Benedetto, San Casciano, San Frediano a Settimo, San Giorgio a Bibbiano, San Lorenzo a Pagnatico, San Lorenzo alle Corti, San Prospero, San Sisto al Pino, Santo Stefano a Macerata, Titignano, Visignano, Zambra.

### Communes limitrophes
Calcinaia, Collesalvetti, Crespina, Lari, Pisano, Pontedera, San Giuliano Terme, Vicopisano

### Évolution démographique
Habitants recensés

## Personnalités liées à la ville
- Piero Bigongiari (Navacchio, 15 octobre 1914 – Florence, 7 octobre 1997), poète hermétique du mouvement Novecento.
- Luigi Gioli (San Frediano a Settimo, 16 novembre 1854 – Florence, 27 octobre 1947), peintre des Macchiaioli.
- Francesco Gioli (San Frediano a Settimo, 29 juin 1846 - Florence, 4 janvier 1922), son frère, également peintre des Macchiaioli.
- Rolando Filidei (Navacchio, 1914 – Rosignano, 1980), sculpteur.
- Sestilio Passetti, peintre
- Otello Pucci, peintre et sculpteur.
- Antonella Gamba, peintre.
- Giuseppe Bacchini, peintre.
- Alessandro Puccini (1968-), champion olympique et du monde de fleuret.